# Neocalyptis monotoma
Neocalyptis monotoma es una especie de polilla del género Neocalyptis, categorizada en la tribu Archipini, de la subfamilia Tortricinae.

## Distribución
Se distribuye por Nueva Guinea.

## Taxonomía
Fue descrita por Diakonoff en 1953 y publicada en (Neocalyptis), Verh. Konin. Neder. Akad. Weten. (2) 49 (3): 21.